# Woudenberg
Woudenberg é um município dos Países Baixos, situado na província da Utreque. Tem 36,82 km² de área e sua população em 2020 foi estimada em 13.568 habitantes.

## Transportes
O município de Woudenberg é atravessado pela auto-estrada A12 e pelas estradas regionais N224, N226, e N227.

O município é servido pelos serviços de autocarro da Syntus Utrecht.